# بارتونفيل (إلينوي)
بارتونفيل (بالإنجليزية: Bartonville)‏ هي بلدية تقع في الولايات المتحدة في إلينوي. يقدر عدد سكانها بـ 6,310 نسمة .

## التركيبة السكانية
حدّد مكتب تعداد الولايات المتحدة بيانات التركيبة السكانية لبارتونفيل في تعداد الولايات المتحدة. في ما يلي، التركيبة السكانية حسب تعدادي 2000 و2010.

### تعداد عام 2000
بلغ عدد سكان بارتونفيل 6,310 نسمة بحسب تعداد عام 2000، وبلغ عدد الأسر 2,601 أسرة وعدد العائلات 1,810 عائلة مقيمة في القرية. في حين سجلت الكثافة السكانية 287.6 نسمة لكل كيلومتر مربع (744.9/ميل2). وبلغ عدد الوحدات السكنية 2,699 وحدة بمتوسط كثافة قدره 123 لكل كيلومتر مربع (318.6/ميل2).
وتوزع التركيب العرقي للقرية بنسبة 98.08% من البيض و0.40% من الأمريكيين الأفارقة و0.06% من الأمريكيين الأصليين و0.38% من الأمريكيين ذوي الأصول الآسيوية و0.02% من سكان جزر المحيط الهادئ و0.33% من الأعراق الأخرى و0.73% من عرقين مختلطين أو أكثر و0.97% من الهسبانيون أو اللاتينيون من أي عرق.
بلغ عدد الأسر 2,601 أسرة كانت نسبة 31.9% منها لديها أطفال تحت سن الثامنة عشر تعيش معهم، وبلغت نسبة الأزواج القاطنين مع بعضهم البعض 56.4% من أصل المجموع الكلي للأسر، ونسبة 9.8% من الأسر كان لديها معيلات من الإناث دون وجود شريك، بينما كانت نسبة 3.4% من الأسر لديها معيلون من الذكور دون وجود شريكة وكانت نسبة 30.4% من غير العائلات. تألفت نسبة 25.9% من أصل جميع الأسر من عدة أفراد يعيشون في نفس المنزل ونسبة 11.5% كانت تتألف من شخص يعيش بمفرده يبلغ من العمر 65 عاماً أو أكثر. وبلغ متوسط حجم الأسرة المعيشية 2.43، أما متوسط حجم العائلات فبلغ 2.90.
بلغ العمر الوسطي للسكان 39.4 عاماً. وكانت نسبة 23.1% من القاطنين تحت سن الثامنة عشر، وكانت نسبة 7.7% بين الثامنة عشر والرابعة والعشرين عاماً، ونسبة 28.5% كانت واقعةً في الفئة العمرية ما بين الخامسة والعشرين والرابعة والأربعين عاماً، ونسبة 24.2% كانت ما بين الخامسة والأربعين والرابعة والستين، ونسبة 16.5% كانت ضمن فئة الخامسة والستين عاماً فما فوق. يوجد لكل 100 أنثى 94.0 ذكر، ويوجد لكل 100 أنثى في الثامنة عشر من عمرها فما فوق 90.5 ذكر.
بلغ متوسط دخل الأسرة في القرية 40,766 دولارًا، أما متوسط دخل العائلة فبلغ 49,909 دولارًا. وكان متوسط دخل الذكور 36,324 دولارًا مقابل 24,214 دولارًا للإناث. وسجل دخل الفرد الخاص بالقرية 20,580 دولارًا. وكانت نسبة 4.3% من العائلات ونسبة 7% من السكان تحت خط الفقر، وكان من هؤلاء نسبة 12.5% تحت سن الثامنة عشر ونسبة 1.4% في الخامسة والستين من العمر وما فوق.

### تعداد عام 2010
بلغ عدد سكان بارتونفيل 6,471 نسمة بحسب تعداد عام 2010، وبلغ عدد الأسر 2,685 أسرة وعدد العائلات 1,797 عائلة مقيمة في القرية. في حين سجلت الكثافة السكانية 294.9 نسمة لكل كيلومتر مربع (763.8/ميل2). وبلغ عدد الوحدات السكنية 2,812 وحدة بمتوسط كثافة قدره 128.2 لكل كيلومتر مربع (332.0/ميل2).
وتوزع التركيب العرقي للقرية بنسبة 96.21% من البيض و1.05% من الأمريكيين الأفارقة و0.03% من الأمريكيين الأصليين و0.42% من الأمريكيين ذوي الأصول الآسيوية و0.05% من سكان جزر المحيط الهادئ و0.63% من الأعراق الأخرى و1.61% من عرقين مختلطين أو أكثر و1.89% من الهسبانيون أو اللاتينيون من أي عرق.
بلغ عدد الأسر 2,685 أسرة كانت نسبة 30.6% منها لديها أطفال تحت سن الثامنة عشر تعيش معهم، وبلغت نسبة الأزواج القاطنين مع بعضهم البعض 48.5% من أصل المجموع الكلي للأسر، ونسبة 12.9% من الأسر كان لديها معيلات من الإناث دون وجود شريك، بينما كانت نسبة 5.5% من الأسر لديها معيلون من الذكور دون وجود شريكة وكانت نسبة 33.1% من غير العائلات. تألفت نسبة 27.4% من أصل جميع الأسر من عدة أفراد يعيشون في نفس المنزل ونسبة 10.8% كانت تتألف من شخص يعيش بمفرده يبلغ من العمر 65 عاماً أو أكثر. وبلغ متوسط حجم الأسرة المعيشية 2.41، أما متوسط حجم العائلات فبلغ 2.89.
بلغ العمر الوسطي للسكان 40.3 عاماً. وكانت نسبة 22.3% من القاطنين تحت سن الثامنة عشر، وكانت نسبة 7.9% بين الثامنة عشر والرابعة والعشرين عاماً، ونسبة 26.4% كانت واقعةً في الفئة العمرية ما بين الخامسة والعشرين والرابعة والأربعين عاماً، ونسبة 27.4% كانت ما بين الخامسة والأربعين والرابعة والستين، ونسبة 15.9% كانت ضمن فئة الخامسة والستين عاماً فما فوق. وتوزع التركيب الجنسي للسكان بنسبة 49.3% ذكور و50.7% إناث.